# Charles Schwab Corporacion
El Charles Schwab Corporation es una sociedad de corretaje y banca empresa estadounidense, con sede en San Francisco , California . Fue fundada en 1971 por Charles R. "Chuck" Schwab ,  como un ladrillo y mortero tradicional firma de corretaje e inversión editor de boletines. En 1973, el nombre de la empresa cambió de Primera Comandante Corporation para Charles Schwab & Co ., Inc. La compañía comenzó a ofrecer corretaje de descuento el 1 de mayo de 1975, y se convirtió en uno de los mayores corredores de descuento en el mundo. 
Schwab ofrece los mismos servicios que una casa de valores tradicionales, pero con comisiones y honorarios más bajos. La compañía presta servicios a 7,9 millones de cuentas de corretaje de clientes, con $ 1.65 billón en activos (a partir de septiembre de 2011), de más de 300 oficinas en los EE. UU., uno oficina en Puerto Rico, y una sucursal en Londres. Los clientes también pueden acceder a los servicios en línea y por teléfono. Además de corretaje de descuento, la compañía también ofrece servicios tales como los informes de inversiones, fondos mutuos, anualidades, operaciones de bonos, cheques, ahorros, y las hipotecas.
En 2009, el presidente Charles R. Schwab recibió el premio inaugural Cumbre Empresarial Tiburón para mantener la atención en las necesidades del consumidor. 

## Historia
En 1963, Charles R. "Chuck" Schwab y otros dos socios lanzaron Indicador de Inversiones, un boletín de inversión. En su apogeo, el boletín tenía 3.000 suscriptores, cada uno pagando 84 dólares por año para suscribirse. En abril de 1971, la empresa fue incorporada en California como primer Comandante Corporation, una subsidiaria de propiedad total de Comandante Industries, Inc., para los servicios tradicionales, de corretaje y de publicar el boletín de inversión Schwab. En noviembre de ese año, el señor Schwab y otros cuatro han comprado todas las acciones del comandante Industries, Inc., y en 1972, el señor Schwab compró todas las acciones de lo que fue una vez el comandante Industries. En 1973, el nombre de la empresa cambió a Charles Schwab & Co., Inc. En septiembre de 1975, Schwab abrió su primera sucursal en Sacramento, CA, y comenzó a ofrecer corretaje de descuento. En 1977, comenzó Schwab ofreciendo seminarios a los clientes, y para 1978, Schwab tenía 45.000 cuentas de clientes totales, duplicando a 84.000 en 1979. En 1980, Schwab estableció por primera vez el servicio de cotización de 24 horas de la industria, y el total de las cuentas de clientes creció a 147.000. En 1981, Schwab se convirtió en miembro de la Bolsa de Nueva York , y el total de las cuentas de clientes creció a 222.000. En 1982, Schwab se convirtió en el primero en ofrecer 24/7 de entrada de pedidos y servicio de cotización, su primera oficina internacional se inauguró en Hong Kong, y el número de cuentas de clientes asciende a 374.000.
EE.UU. Confianza 
En 2000, Schwab compró EE.UU. Fiduciario para $ 2.73 mil millones. En 2001, menos de un año después de la adquisición de los EE. UU. La confianza , la filial Fiduciario EE.UU. recibió una multa de $ 10 millones en un caso de derecho al secreto bancario. Fue condenado a pagar $ 5 millones para el Departamento de Bancos del Estado de Nueva York y $ 5 millones a la Junta de la Reserva Federal. El 20 de noviembre de 2006, Schwab anunció un acuerdo para vender EE.UU. Confianza a Bank of America por $ 3.3 mil millones en efectivo.El acuerdo se cerró en el segundo trimestre de 2007.

## SoundView Tecnología
En noviembre de 2003, Schwab ha anunciado la adquisición de 345.000.000 dólares SoundView Technology Group . La adquisición se pretende integrar de SoundView análisis de renta variable de contenido con capacidades de ejecución de comercio de Charles Schwab, aunque el negocio de investigación de capital pasaría a estar bajo un mayor escrutinio regulatorio en los años siguientes. SoundView había recibido una prima de 57% sobre su precio de mercado antes del anuncio.

## Retorno de Charles R. Schwab
David S. Pottruck, que había pasado la mayor parte de sus 20 años en el corretaje como Charles R. "Chuck" mano derecha de Schwab, compartió el título de presidente ejecutivo con el fundador de la empresa de 1998 a 2003. En mayo de 2003, el señor Schwab dejó el cargo, y le dio el control exclusivo Pottruck como CEO. Sólo un año más tarde, el 24 de julio de 2004, la junta directiva de la empresa despidió a Pottruck, reemplazándolo por su fundador y homónimo, Charles R. "Chuck" Schwab . La noticia de la destitución de Pottruck vino como la empresa había anunciado que el beneficio total había descendido un 10 por ciento, a 113 millones de dólares, para el segundo trimestre, impulsado en gran medida por una disminución del 26 por ciento de los ingresos por cliente comercio de acciones.
Después de volver al control, el señor Schwab reconoció que la compañía había "perdido el contacto con nuestro patrimonio", y rápidamente vuelto a centrar el negocio en el asesoramiento financiero a los inversores individuales. También revierte alzas de tasas de Pottruck. La compañía se recuperó, y las ganancias comenzaron a dar la vuelta en 2005, al igual que las acciones. El precio de las acciones subió tan alto como 151% desde la destitución de Pottruck, diez veces desde el regreso de Charles Schwab. Los activos de la compañía de transferencia neta, o activos que provienen de otras firmas, se cuadruplicaron desde 2004 hasta 2008. En el año fiscal 2008, la compañía generó $ 5,1 mil millones en ingresos y registró una utilidad neta de $ 1,2 mil millones. Para el primer trimestre de 2009, Charles Schwab Corp. reportó US $ 1,1 mil millones en ingresos y $ 218 millones en ingresos netos. Debido a la relativamente baja exposición de la compañía a valores respaldados por hipotecas, la compañía ha sido en gran medida capaces de escapar de la agitación de la crisis financiera 2007-2010 que dañó seriamente a muchos competidores. 

## Walt Bettinger nombrado CEO
El 22 de julio de 2008, Walter W. Bettinger fue nombrado presidente ejecutivo, en reemplazo del mismo nombre de la empresa.
Bettinger ha sido el heredero [ cita requerida ] desde que fue nombrado presidente y director de operaciones en febrero de 2007. Charles R. Schwab mantuvo el presidente ejecutivo de la compañía y dijo en un comunicado que iba a "continuar sirviendo como un presidente muy activo." Bettinger es un veterano de Schwab de 13 años y ha ocupado numerosos cargos ejecutivos en el camino. Se llegó a la compañía en 1995, cuando adquirió la empresa de servicios de planes de jubilación (Hampton Co.) que había fundado a los 22 años . Bettinger, en un comunicado de la compañía, pareció asentir a la idea de que algunos accionistas Schwab podrían preocuparse de otra sucesión va mal. "Chuck y yo hemos trabajado en estrecha colaboración con los años se preparan para esta transición," dijo, "y vamos a seguir trabajando estrechamente juntos en nuestras respectivas funciones como presidente ejecutivo y consejero delegado." 
El 1 de diciembre de 2004, Euro RSCG New York anunció que fue elegido por Charles Schwab como su agencia de publicidad de servicio completo.
A partir de 2005, Charles Schwab lanzó una serie de anuncios de televisión. En una pizarra de revisión de la revista, Ben Stuart, vicepresidente de Estrategia de Marca y Publicidad de Schwab, dijo que las caricaturas obligan al espectador a centrarse en lo que oye. Los anuncios de televisión fueron producidos por Euro RSCG y dirigidos / animado por Piso Films Black Bob Sabiston.
"Hable con Chuck" anuncios también se observan en los medios impresos, en línea, carteleras y visible en las sucursales.

## Empresas de asesor de inversiones registrado
El éxito de Schwab depende en gran medida el éxito de sus empresas asesor de inversiones independientes. Schwab sirve aproximadamente 5.000 asesores independientes dentro de su red. La mayoría de las firmas de asesores independientes que no están afiliados con ninguna casa de bolsa, no están gestionados por una firma de corretaje, y trabajar de forma independiente a partir de la firma de corretaje, ya que las empresas de asesores ofrecen servicios de inversión a personas o empresas. Estas firmas de asesores suelen estar reguladas por el gobierno estatal / local o por el gobierno federal y también se rigen por los principios básicos similares a la de un corredor y, sin embargo diferentes cuando la prestación de asesoramiento de inversión objetivo. Schwab fueron los primeros corredores de descuento en línea en la industria y ha mantenido su sencilla plataforma con herramientas sencillas para el trader novato. 
En 2005, el titular de un periódico para los asesores financieros leer "Batallas Schwab para Activos wirehouse". El artículo ha anunciado una nueva estrategia de cambio de más cuentas de las casas de bolsa y la transición más corredores del "mundo de corretaje" en asesores de inversión registrados.

## Los competidores
Los competidores en la industria de corretaje de descuento incluyen: E * TRADE , Fidelity Investments , Firstrade , IDealing , Merrill Edge , Plaza del Comercio, Scottrade , TD Ameritrade y TradeKing .

## Premios de la Industria y las clasificaciones
Charles Schwab ganó cinco estrellas y terminó tercero en la general en el StockBrokers.com 2011 Online Broker Revisión. En 2012, ellos ganaron cuatro estrellas y un quinto puesto. Para 2013, Charles Schwab regresó arriba, ganando cuatro estrellas , un tercer lugar, y los mejores servicios bancarios.
- Datos: Q1066028
- Multimedia: Charles Schwab Corporation / Q1066028